# Doncourt-lès-Longuyon
Pour les articles homonymes, voir Doncourt.
Doncourt-lès-Longuyon est une commune française située dans le département de Meurthe-et-Moselle en région Grand Est.

## Géographie
|           | Ugny                  |          |
| Beuveille | Doncourt-lès-Longuyon | Baslieux |
|           | Pierrepont            |          |

### Hydrographie
La commune est dans le bassin versant de la Meuse au sein du bassin Rhin-Meuse. Elle n'est drainée par aucun cours d'eau,.

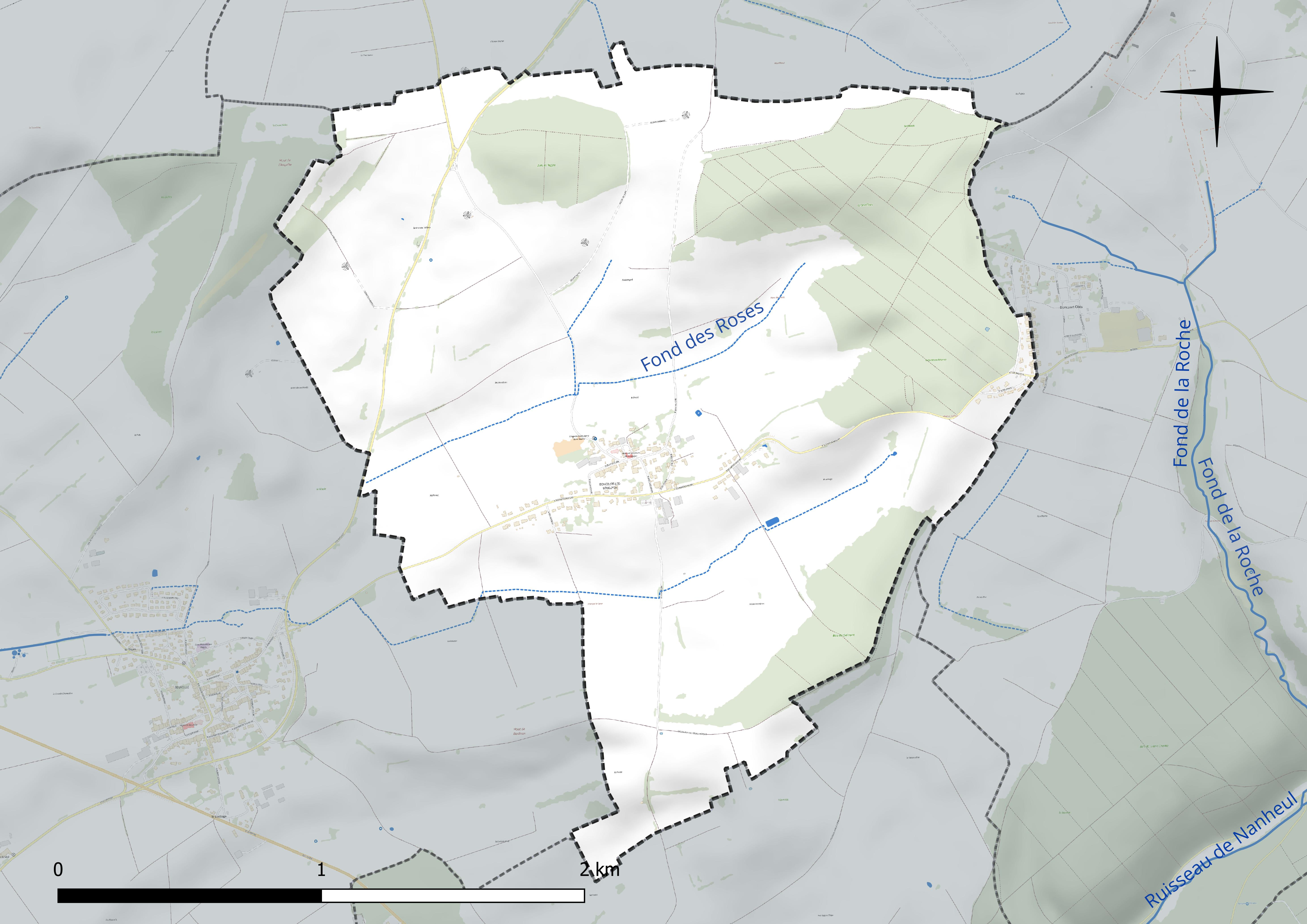
Réseau hydrographique de Doncourt-lès-Longuyon.

### Climat
Pour des articles plus généraux, voir Climat du Grand Est et Climat de Meurthe-et-Moselle.
En 2010, le climat de la commune est de type climat de montagne, selon une étude du Centre national de la recherche scientifique s'appuyant sur une série de données couvrant la période 1971-2000. En 2020, Météo-France publie une typologie des climats de la France métropolitaine dans laquelle la commune est exposée à un climat semi-continental et est dans la région climatique  Lorraine, plateau de Langres, Morvan, caractérisée par un hiver rude (1,5 °C), des vents modérés et des brouillards fréquents en automne et hiver. 
Pour la période 1971-2000, la température annuelle moyenne est de 9,1 °C, avec une amplitude thermique annuelle de 16,2 °C. Le cumul annuel moyen de précipitations est de 936 mm, avec 13,9 jours de précipitations en janvier et 9,6 jours en juillet. Pour la période 1991-2020, la température moyenne annuelle observée sur la station météorologique de Météo-France la plus proche, « Villette », sur la commune de Villette à 13 km à vol d'oiseau, est de 10,1 °C et le cumul annuel moyen de précipitations est de 909,4 mm. 
La température maximale relevée sur cette station est de 39 °C, atteinte le 25 juillet 2019 ; la température minimale est de −14,8 °C, atteinte le 20 décembre 2009,,. 
Les paramètres climatiques de la commune ont été estimés pour le milieu du siècle (2041-2070) selon différents scénarios d'émission de gaz à effet de serre à partir des nouvelles projections climatiques de référence DRIAS-2020. Ils sont consultables sur un site dédié publié par Météo-France en novembre 2022.

## Urbanisme

### Typologie
Au 1er janvier 2024, Doncourt-lès-Longuyon est catégorisée commune rurale à habitat dispersé, selon la nouvelle grille communale de densité à sept niveaux définie par l'Insee en 2022.
Elle est située hors unité urbaine. Par ailleurs la commune fait partie de l'aire d'attraction de Longwy, dont elle est une commune de la couronne,. Cette aire, qui regroupe 23 communes, est catégorisée dans les aires de moins de 50 000 habitants,.

### Occupation des sols
L'occupation des sols de la commune, telle qu'elle ressort de la base de données européenne d’occupation biophysique des sols Corine Land Cover (CLC), est marquée par l'importance des territoires agricoles (68,1 % en 2018), en diminution par rapport à 1990 (69,6 %). La répartition détaillée en 2018 est la suivante : terres arables (54,3 %), forêts (25 %), prairies (13,8 %), zones urbanisées (6,9 %). L'évolution de l’occupation des sols de la commune et de ses infrastructures peut être observée sur les différentes représentations cartographiques du territoire : la carte de Cassini (XVIIIe siècle), la carte d'état-major (1820-1866) et les cartes ou photos aériennes de l'IGN pour la période actuelle (1950 à aujourd'hui).

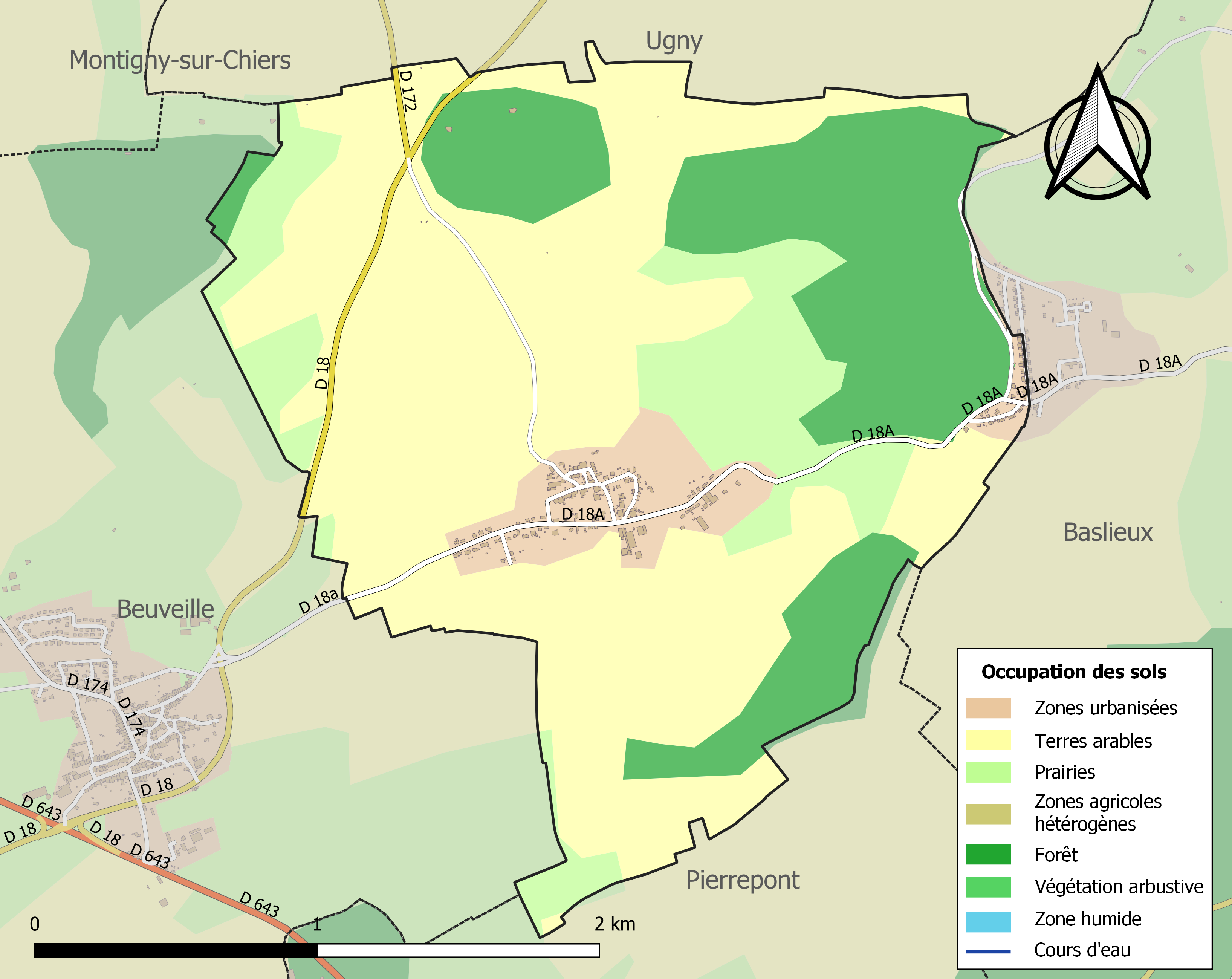
Carte des infrastructures et de l'occupation des sols de la commune en 2018 (CLC).

## Toponymie
Doncourt est un ancien hameau de Beuveille.

Le nom de la localité est attesté sous les formes Dompcourt (1689) ; Domcourt (1756) ; Doncourt-les-Beuville (1779) ; Doncourt-lez-Longuyon.

D'un nom de personne germanique Dudo ou Dodo(n) + court [réf. nécessaire].
La préposition « lès » permet de signifier la proximité d'un lieu géographique par rapport à un autre lieu. En règle générale, il s'agit d'une localité qui tient à se situer par rapport à une ville voisine plus grande. La commune de Doncourt indique qu'elle se situe près de Longuyon.

## Histoire

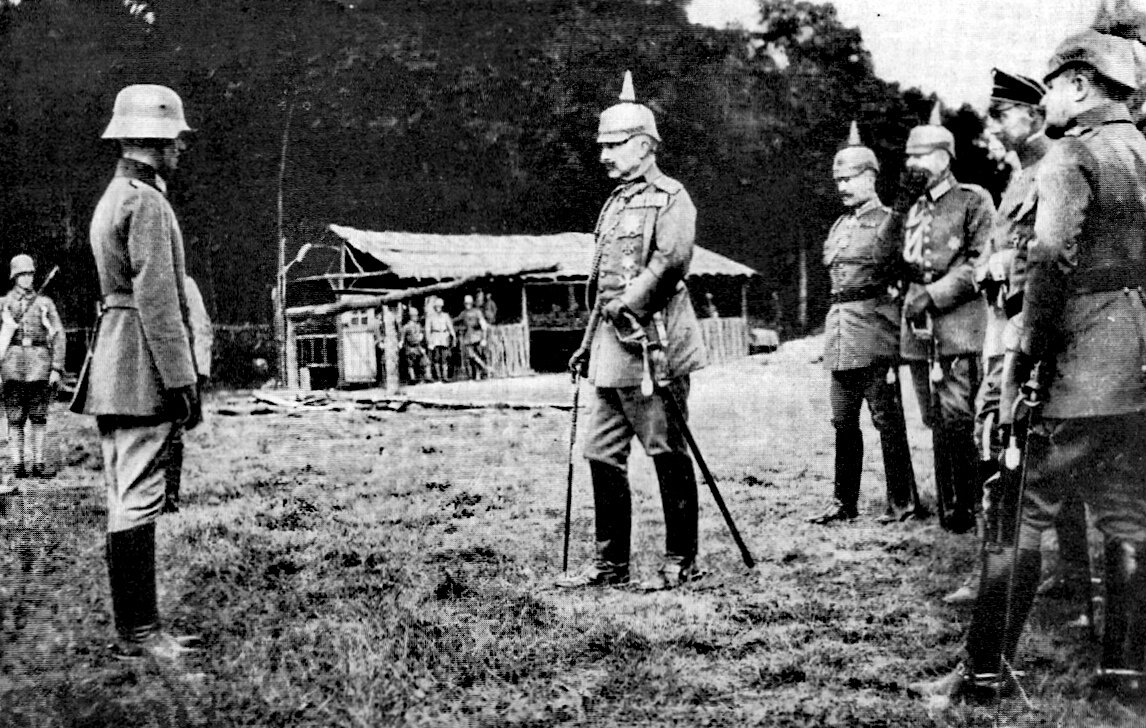
Rohr et l'empereur.

Village de l'ancienne province du Barrois.
Le village a été détruit au cours de la guerre 1914-1918 et reconstruit.
Le 22 août 1914, le 25ème BCP est aux prises avec l'ennemi, une cinquantaine d'hommes sont fauchés par les mitrailleuses allemandes postées dans le bois Grand Champ.
Dans la forêt de Doncourt se situait le terrain d'entraînement du “Sturm-Bataillon Nr. 5 (Rohr)” de Willy Rohr. L'empereur allemand a visité le terrain le 14 août 1916.

## Politique et administration
| Période                                  | Période  | Identité          | Étiquette | Qualité                              |
| ---------------------------------------- | -------- | ----------------- | --------- | ------------------------------------ |
| Les données manquantes sont à compléter. |          |                   |           |                                      |
| mars 2001                                | mai 2020 | Christian Sauvage |           | Retraité agricole                    |
| mai 2020                                 | En cours | Didier Georges,   |           | Agriculteur sur moyenne exploitation |

## Population et société

### Démographie
L'évolution du nombre d'habitants est connue à travers les recensements de la population effectués dans la commune depuis 1793. Pour les communes de moins de 10 000 habitants, une enquête de recensement portant sur toute la population est réalisée tous les cinq ans, les populations de référence des années intermédiaires étant quant à elles estimées par interpolation ou extrapolation. Pour la commune, le premier recensement exhaustif entrant dans le cadre du nouveau dispositif a été réalisé en 2007.

En 2022, la commune comptait 294 habitants, en évolution de −2,97 % par rapport à 2016 (Meurthe-et-Moselle : −0,13 %, France hors Mayotte : +2,11 %).
| 1793 | 1800 | 1806 | 1946 | 1954 | 1962 | 1968 | 1975 | 1982 |
| ---- | ---- | ---- | ---- | ---- | ---- | ---- | ---- | ---- |
| 182  | 194  | 195  | 107  | 406  | 418  | 325  | 339  | 302  |

| 1990 | 1999 | 2006 | 2007 | 2012 | 2017 | 2022 | - | - |
| ---- | ---- | ---- | ---- | ---- | ---- | ---- | - | - |
| 241  | 239  | 267  | 271  | 301  | 298  | 294  | - | - |

## Économie
- Brasserie Zythomaniac

## Culture locale et patrimoine

### Lieux et monuments

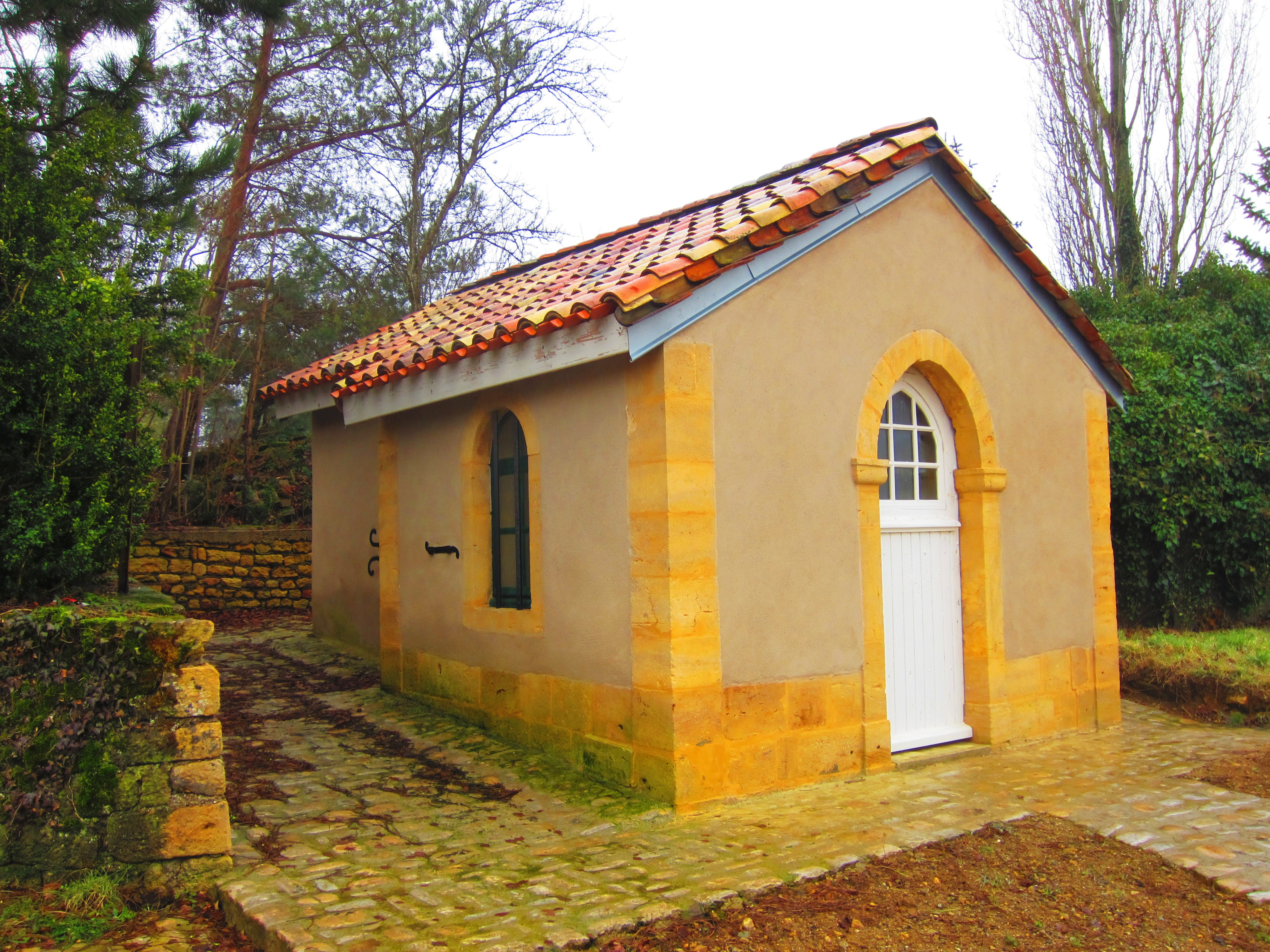
Chapelle Notre-Dame-de-la-Salette.

Camp de Doncourt construit entre 1930 et 1938 aujourd'hui devenu Doncourt Cités
- Église paroissiale Saint-Jacques-le-Majeur construite en 1737, détruite pendant la guerre de 1914-1918, reconstruite en 1924.
- Chapelle Notre-Dame-de-la-Salette, située CD 172, construction : milieu XIXe siècle.

### Héraldique
| Blason de Doncourt-lès-Longuyon | Blason  | D'azur à neuf croix recroisetées au pied fiché d'or disposées 3.3.3 à un plan de fortification carrée bastionnée de gueules brochant sur le tout.                                                         |
| Blason de Doncourt-lès-Longuyon | Détails | Armoiries composées par H. Collin et utilisée par la commune en 1992. Par délibération du conseil municipal du 08 septembre 2022, il a été précisé que l'enceinte bastionnée carrée brochait sur le tout. |